# Guerres de Coalitions
- siège de Toulon (1793)
- bataille du pont d’Arcole (1796)
- bataille des Pyramides (1798)
- bataille de Marengo (1800)
- bataille de Trafalgar (1805)
- bataille d’Austerlitz (1805)
- chute de Berlin (1806)
- bataille de Wagram (1809)
- bataille de Leipzig (1813)
- bataille de Paris (1814)
- bataille de Waterloo (1815)

Batailles
Révolution haïtienne

Guerre de la Première Coalition

Guerre de Vendée

Chouannerie

Insurrections royalistes et fédéralistes

Invasion française de la Suisse de 1798

Guerre des Paysans

Rébellion irlandaise de 1798

Guerre de la Deuxième Coalition

Quasi-guerre

Troisième Coalition

Quatrième Coalition

Cinquième Coalition

Guerre d'Espagne

Sixième Coalition

Septième Coalition

Les guerres de Coalitions, aussi dénommées guerres de la Révolution et de l'Empire ou encore guerres révolutionnaires et napoléoniennes, désignent un conflit armé durant lequel différentes alliances militaires appelées « coalitions » furent dirigées contre la France révolutionnaire puis impériale, à la fin du XVIIIe et au début du XIXe siècle (au cours de la Révolution française, de la Première République et du Premier Empire). Elles englobent les guerres de la Révolution française (1792-1802) et les guerres napoléoniennes (1803-1815), séparées par la paix d'Amiens (1802-1803).

## Terminologie

### Étymologie
L'une des premières utilisations de l'expression « Guerres de Coalitions » se trouve dans le rapport du Tribunat de 1803, intitulé Résultats des guerres, des négociations et des traités qui ont précédé et suivi la coalition contre la France. Sur la situation en avril 1793, alors que le général Dumouriez vient d'être vaincu à Neerwinden et fait défection en Autriche, il est indiqué que « les événements de cette époque sont les plus pénibles à décrire de tous ceux qui ont signalé les guerres de la coalition ».
En janvier 1805, le Salzburger Intelligenzblatt (de) est l'un des premiers à évoquer les guerres de la coalition en traitant de « l'intérêt national de la Bavière dans la guerre de la Troisième Coalition » (Das Staatsinteresse von Baiern bei dem dritten Koalitions-Kriege). Bien que la Troisième Coalition ait été formée à ce moment-là, la guerre n'a pas encore éclaté. ; le journal autrichien explique pourquoi l'électorat voisin de Bavière est susceptible de se ranger du côté de l'Empire français plutôt que de celui de la coalition dirigée par l'Autriche. Le 30 septembre 1805, quelques jours après le lancement de la campagne d'Ulm, l'empereur Napoléon s'adresse à ses troupes à Strasbourg et commence son discours par ces mots : « Soldats, la guerre de la Troisième Coalition est commencée ».

### Autres dénominations
Le terme est distinct des « guerres révolutionnaires », qui couvrent toutes les guerres impliquant la France révolutionnaire entre 1792 et 1799, date à laquelle Napoléon s'empare du pouvoir à la suite du coup d'État du 18 Brumaire (9 novembre 1799), évènement considéré comme la fin de la Révolution. La guerre de la Deuxième Coalition (1798-1802) ayant déjà commencé lorsque Napoléon a pris le pouvoir, les guerres de la Révolution française sont considérées comme s'achevant en 1802, après la signature du traité d'Amiens.
Elle diffère également des « guerres napoléoniennes », qui sont définies comme couvrant les conflits impliquant la France gouvernée par Napoléon entre 1803 et 1815, commençant avec la guerre de la Troisième Coalition (1803-1805). Dans ce dernier cas, les historiens ne qualifient pas la guerre de la Deuxième Coalition de « napoléonienne », puisque Napoléon ne l'a pas initiée lui-même, mais l'a simplement "héritée" du Directoire qu'il a renversé au cours de cette guerre.
L'emploi des expressions générales « guerres révolutionnaires et napoléoniennes » ou « guerres de la Révolution et de l'Empire » est favorisé par certains historiens. En effet, bien que les guerres de Coalitions constituent le sous-ensemble de conflits le plus important de cette époque, elles ne concernent pas les guerres impliquant seulement certains des membres des coalitions. En outre, toutes les guerres comptabilisées parmi les guerres révolutionnaires et napoléoniennes ne sont pas considérées comme des « guerres de Coalitions ». Il en est ainsi de l'invasion française de la Suisse (en 1798, soit entre la Première et la Deuxième Coalition), de la guerre des bâtons (en 1802, entre la Deuxième et la Troisième Coalition), de la guerre d'indépendance espagnole (1807-1814) ou encore de la campagne de Russie (en 1812, entre la Cinquième et la Sixième Coalition), qui n'ont pas été attribuées aux « guerres de Coalitions ».

## Liste des coalitions en guerre contre la France

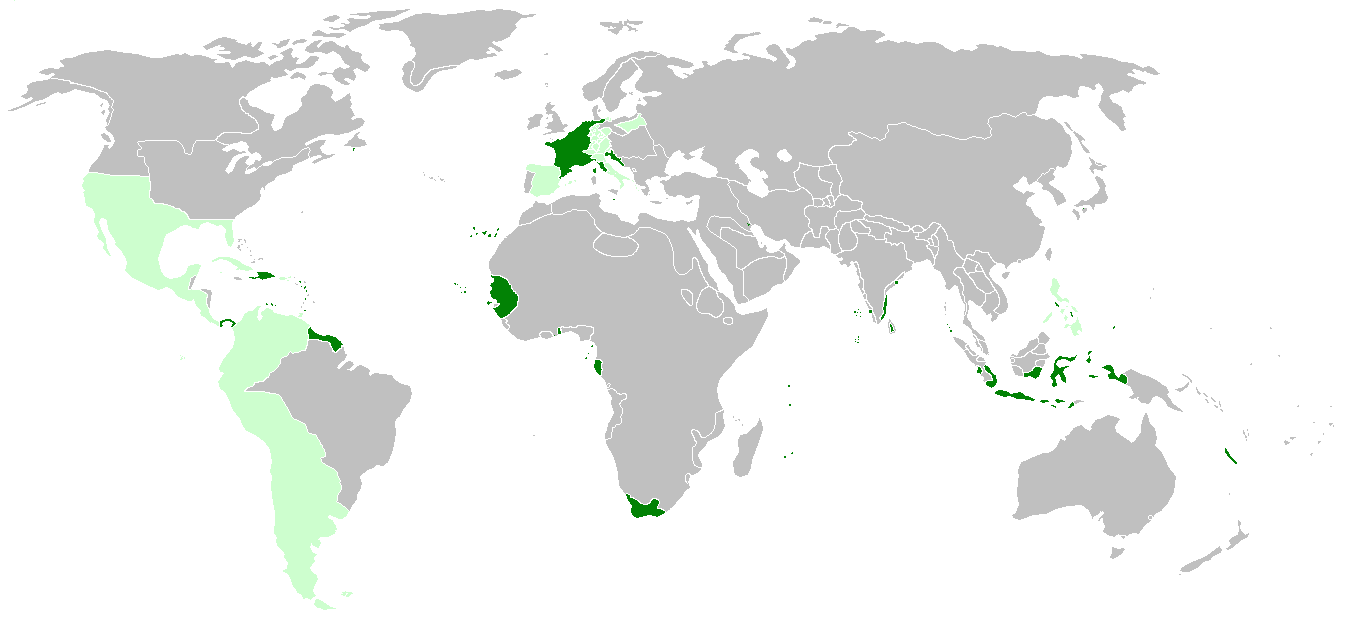
L'Empire français et ses états vassaux en 1812.

Les principales puissances européennes qui ont formé les différentes coalitions contre la France sont la Grande-Bretagne, la Russie, l'Autriche et la Prusse, bien qu'à l'exception de la Grande-Bretagne, elles n'aient pas toutes participé à l'ensemble des coalitions. De plus petites puissances ont occasionnellement rejoint les coalitions, notamment l'Espagne, Naples, le Piémont-Sardaigne, les Provinces-Unies, l'Empire ottoman, le Portugal, la Suède, le Danemark-Norvège et divers États allemands et italiens. De la Première à la Cinquième Coalition, l'ensemble des alliances se sont effondrées lorsqu'un ou plusieurs pays étaient vaincus par la France et forcés de quitter l'alliance, certains devenant parfois même des alliés de la France ; la Sixième et la Septième Coalition ont été dissoutes après les abdications de Napoléon en 1814 et 1815, tandis qu'un nouvel équilibre des forces était établi par les vainqueurs lors du congrès de Vienne.
- la guerre et  batailles de la Première (1792-1797), pendant la Révolution ;
- la guerre et  batailles de la Deuxième (1798-1802) ;
- la guerre et batailles de la Troisième (1805), avec les batailles de Trafalgar et d'Austerlitz ;
- la guerre et batailles de la Quatrième (1806-1807), avec les batailles d'Iéna et de Friedland ;
- la guerre et batailles de la Cinquième (1809), notamment avec la bataille de Wagram ;
- la guerre et batailles de la Sixième (1813-1814) avec les batailles de Leipzig, de Bautzen, de Montmirail ;
- la guerre et batailles de la Septième (1815) qui s'acheva par la défaite française de Waterloo (18 juin).